# 7. bataljon vietnamskih padalcev
7. bataljon vietnamskih padalcev (izvirno francosko 7e Bataillon de Parachutistes Vietnamiens; kratica 7. BPVN) je bila padalska enota, ki so jo ustanovili Francozi v času svoje vladavine v današnjem Vietnamu. 

## Zgodovina
Poveljniški kader je bil sestavljen iz Francozov, medtem ko je bilo moštvo sestavljeno iz Vietnamcev.
Maja 1955 so bataljon razpustili.